# مارتین وولفورد
مارتین وولفورد (انگلیسی: Martyn Woolford؛ زادهٔ ۱۳ اکتبر ۱۹۸۵) بازیکن فوتبال اهل بریتانیا است.
از باشگاه‌هایی که در آن بازی کرده است می‌توان به باشگاه فوتبال اسکانتورپ یونایتد، باشگاه فوتبال فلیتوود تاون، باشگاه فوتبال گریمزبی تاون، باشگاه فوتبال میلوال، تیم سی فوتبال ملی انگلیس، باشگاه فوتبال یورک سیتی، باشگاه فوتبال بریستول سیتی، باشگاه فوتبال هاید، باشگاه فوتبال بوستون یونایتد، و باشگاه فوتبال شفیلد یونایتد اشاره کرد.
وی همچنین در تیم ملی فوتبال تیم سی فوتبال ملی انگلیس بازی کرده است.